# 1928 w literaturze
Wydarzenia literackie w 1928 roku.

## Wydarzenia
- polskie
  - w Warszawie została założona Biblioteka Narodowa

## Nowe książki
- polskie
  - Zofia Kossak-Szczucka – Złota wolność
  - Kornel Makuszyński – O dwóch takich, co ukradli księżyc
  - Zofia Nałkowska – Niedobra miłość
  - Bruno Jasieński – Palę Paryż (druk w Paryżu)
- zagraniczne
  - André Breton – Nadja
  - Agatha Christie – Tajemnica Błękitnego Expressu (The Mystery of the Blue Train)
  - John Cudahy – Mañanaland; adventuring with camera and rifle through California in Mexico
  - Ilja Erenburg – Burzliwe życie Lejzorka Rojtszwańca
  - Aldous Huxley – Kontrapunkt (Point Counter Point)
  - Ilja Ilf, Jewgienij Pietrow – Dwanaście krzeseł (Двенадцать стульев)
  - David Herbert Lawrence – Kochanek lady Chatterley (Lady Chatterley's Lover)
  - Vladimir Nabokov – Król, dama, walet (Король, дама, валет)
  - Virginia Woolf – Orlando: biografia (Orlando: a Biography)

## Nowe dramaty
- polskie
  - Włodzimierz Perzyński – Lekarz miłości

- zagraniczne
  - Bertolt Brecht – Opera za 3 grosze (Die Dreigroschenoper)
  - Nikołaj Erdman – Samobójca

## Nowe poezje
- polskie
  - Leopold Staff – Wysokie drzewa
- zagraniczne
  - Federico García Lorca – Romancero gitano

## Urodzili się
- 1 stycznia – Ernest Tidyman, amerykański pisarz i scenarzysta (zm. 1984)
- 2 stycznia – Daisaku Ikeda, japoński pisarz i filozof (zm. 2023)
- 7 stycznia – William Peter Blatty, amerykański pisarz (zm. 2017)
- 8 stycznia – Gaston Miron, kanadyjski poeta (zm. 1996)
- 9 stycznia – Judith Krantz, amerykańska pisarka (zm. 2019)
- 10 stycznia – Philip Levine, amerykański poeta, eseista i tłumacz (zm. 2015)
- 14 stycznia – Lars Forssell, szwedzki pisarz, poeta, dramaturg (zm. 2007)
- 17 stycznia – Roman Frister, polsko-izraelski pisarz (zm. 2015)
- 22 stycznia – Piotr Proskurin, rosyjski pisarz (zm. 2001)
- 23 stycznia – Tadeusz Śliwiak, polski poeta (zm. 1994)
- 25 stycznia – Robert Stiller, polski tłumacz i pisarz (zm. 2016)
- 3 lutego
  - Hilary Masters(inne języki), amerykański pisarz (zm. 2015)
  - Andrzej Szczypiorski, polski pisarz (zm. 2000)
- 5 lutego – Hristu Cândroveanu, rumuński pisarz, poeta, krytyk literacki (zm. 2013)
- 9 lutego – Herman Pieter de Boer(inne języki), holenderski pisarz (zm. 2014)
- 14 lutego – Bruce Beaver, australijski poeta (zm. 2004)
- 15 lutego
  - Cezary Chlebowski, polski pisarz (zm. 2013)
  - Eno Raud, estoński pisarz (zm. 1996)
- 17 lutego – E.M. Nathanson(inne języki), amerykański pisarz (zm. 2016)
- 18 lutego – Eeva Kilpi, fińska pisarka i poetka
- 21 lutego – Albiert Bielajew, radziecki pisarz
- 25 lutego – Richard G. Stern, amerykański pisarz (zm. 2013)
- 27 lutego – Vera Friedländer(inne języki), niemiecka pisarka (zm. 2019)
- 28 lutego – Walter Tevis, amerykański pisarz (zm. 1984)
- 3 marca
  - Gudrun Pausewang, niemiecka pisarka (zm. 2020)
  - Stanisław Piastowicz, polski poeta (zm. 1980)
- 4 marca – Alan Sillitoe, brytyjski poeta, powieściopisarz, nowelista (zm. 2010)
- 6 marca – William F. Nolan, amerykański pisarz science fiction i fantasy (zm. 2021)
- 8 marca – Efraim Siewieła, sowiecki pisarz (zm. 2010)
- 12 marca – Edward Albee, amerykański dramaturg (zm. 2016)
- 14 marca – Władysław Sitkowski, polski poeta, pisarz i kronikarz (zm. 2020)
- 21 marca – Peter Hacks, niemiecki dramaturg, poeta, prozaik i eseista (zm. 2003)
- 25 marca – Joanna Kulmowa, polska poetka (zm. 2018)
- 30 marca – Tom Sharpe, angielski pisarz satyryczny (zm. 2013)
- 3 kwietnia – Cheikh Hamidou Kane, senegalski pisarz
- 4 kwietnia – Maya Angelou, afroamerykańska poetka i pisarka (zm. 2014)
- 7 kwietnia – James White, irlandzki pisarz science fiction (zm. 1999)
- 9 kwietnia – Maurice Rajsfus(inne języki), francuski pisarz (zm. 2020)
- 17 kwietnia – Cynthia Ozick, amerykańska pisarka
- 28 kwietnia – Kavalam Narayana Panicker, indyjski dramaturg i poeta (zm. 2016)
- 4 maja – Thomas Kinsella, irlandzki poeta (zm. 2021)
- 5 maja – Anatolij Iwanow, radziecki pisarz (zm. 1999)
- 15 maja – Raymond Federman, amerykański pisarz pochodzenia żydowskiego (zm. 2009)
- 24 maja – William Trevor, irlandzki powieściopisarz, dramaturg i nowelista (zm. 2016)
- 26 maja – Patricia Shaw, australijska powieściopisarka (zm. 2024)
- 1 czerwca – Ryszard Przybylski, polski eseista, tłumacz, historyk literatury polskiej i rosyjskiej (zm. 2016)
- 2 czerwca
  - Carlos Barral Agesta, kataloński i hiszpański polityk, pisarz, poeta oraz wydawca (zm. 1989)
  - Stig Claesson, szwedzki pisarz i ilustrator (zm. 2008)
- 8 czerwca – Kate Wilhelm, amerykańska pisarka fantastyki (zm. 2018)
- 10 czerwca – Maurice Sendak, amerykański pisarz i ilustrator dziecięcej literatury (zm. 2012)
- 23 czerwca – Michael Shaara, amerykański pisarz (zm. 1988)
- 28 czerwca
  - Stan Barstow, brytyjski pisarz i scenarzysta (zm. 2011)
  - Patrick Hemingway, amerykański pisarz i podróżnik
- 2 lipca – Lech Emfazy Stefański, polski pisarz, publicysta, tłumacz literatury pięknej (zm. 2010)
- 5 lipca – Janusz Krasiński, polski prozaik i dramatopisarz (zm. 2012)
- 11 lipca – Helena Gordziej, polska pisarka i poetka (zm. 2023)
- 13 lipca
  - Ellen Niit, estońska poetka, prozatorka i tłumaczka (zm. 2016)
  - Walentin Pikul, radziecki pisarz (zm. 1990)
- 14 lipca – Nodar Dumbadze, gruziński prozaik, poeta i dramaturg (zm. 1984)
- 16 lipca
  - Anita Brookner, angielska pisarka (zm. 2016)
  - Robert Sheckley, amerykański pisarz science fiction (zm. 2005)
- 20 lipca – Pavel Kohout, czeski pisarz
- 21 lipca – Anna Kajtochowa, polska pisarka (zm. 2011)
- 22 lipca – Per Højholt, duński poeta i prozaik (zm. 2004)
- 26 lipca – Bernice Rubens, walijska pisarka (zm. 2004)
- 5 sierpnia – Maria Lipska, polska filolog (zm. 2016)
- 7 sierpnia – Stephen Marlowe, amerykański pisarz (zm. 2008)
- 10 sierpnia – Jerzy Janicki, polski pisarz, dziennikarz i scenarzysta (zm. 2007)
- 12 sierpnia – Carlos Rojas Vila(inne języki), hiszpański pisarz i literaturoznawca (zm. 2020)
- 16 sierpnia – Ferenc Juhász, węgierski poeta (zm. 2015)
- 3 września – Ion Druță, mołdawski prozaik i dramaturg (zm. 2023)
- 6 września – Robert Pirsig, amerykański prozaik (zm. 2017)
- 9 września – Gaston Durnez(inne języki), belgijski pisarz (zm. 2019)
- 17 września – Jimmy Breslin(inne języki), amerykański pisarz (zm. 2017)
- 18 września – F.D. Reeve(inne języki), amerykański pisarz, poeta i tłumacz języka rosyjskiego (zm. 2013)
- 20 września – Alberto de Lacerda, portugalski poeta (zm. 2007)
- 30 września – Elie Wiesel, amerykański pisarz (zm. 2016)
- 3 października – Alvin Toffler, amerykański pisarz (zm. 2016)
- 17 października – Rosemary Tonks, angielska poetka (zm. 2014)
- 24 października – Gabriel Laub, polsko-czesko-niemiecki pisarz i satyryk (zm. 1998)
- 25 października – Armin Müller, niemiecki poeta, prozaik i aforysta (zm. 2005)
- 27 października – Witold Zegalski, polski pisarz science fiction (zm. 1974)
- 31 października – Jean-François Deniau, francuski pisarz i polityk (zm. 2007)
- 1 listopada – Henryk Szylkin, polski poeta (zm. 2022)
- 2 listopada – Luisa Josefina Hernández, meksykańska dramatopisarka, autorka powieści i tłumaczka (zm. 2023)
- 9 listopada – Anne Sexton, amerykańska poetka i pisarka (zm. 1974)
- 11 listopada – Carlos Fuentes, meksykański pisarz, eseista i dramaturg (zm. 2012)
- 22 listopada – Krystyna Siesicka, polska pisarka (zm. 2015)
- 28 listopada – Anna Skoczylas, polska pisarka
- 29 listopada – Andrzej Kijowski, polski pisarz, krytyk, scenarzysta (zm. 1985)
- 10 grudnia – Milan Rúfus, słowacki poeta, eseista i tłumacz (zm. 2009)
- 12 grudnia – Czingiz Ajtmatow, kirgiski pisarz (zm. 2008)
- 16 grudnia – Philip K. Dick, amerykański pisarz science fiction (zm. 1982)
- 28 grudnia – Anthony Cronin, irlandzki poeta, powieściopisarz, krytyk literacki (zm. 2016)
- 31 grudnia – Veijo Meri, fiński powieściopisarz, nowelista, poeta i eseista (zm. 2015)
- Marian Makarski, polski pisarz (zm. 2020)
- Zofia Pomian-Piętka, polska pisarka i poetka (zm. 2017)

## Zmarli
- 11 stycznia – Thomas Hardy, angielski pisarz i poeta naturalizmu (ur. 1840)
- 28 stycznia – Vicente Blasco Ibáñez, hiszpański pisarz (ur. 1867)
- 1 lutego – Wincenty Stroka, polski poeta (ur. 1837)
- 29 lutego – Ina Coolbrith, amerykańska poetka (ur. 1841)
- 18 marca – Paul van Ostaijen, belgijski poeta (ur. 1896)
- 7 kwietnia – Aleksandr Bogdanow, rosyjski pisarz s-f i lekarz (ur. 1873)
- 19 kwietnia – Ladislav Klíma, czeski pisarz i filozof (ur. 1878)
- 16 maja – Edmund Gosse, angielski poeta (ur. 1849)
- 13 czerwca – Gertrude Woodcock Seibert, amerykańska poetka (ur. 1864)
- 21 lipca – Kostas Kariotakis, grecki poeta (ur. 1896)
- 14 sierpnia – Alfred Henschke, niemiecki dramaturg i poeta (ur. 1890)
- 16 sierpnia – Antonín Sova, czeski pisarz i poeta (ur. 1864)
- 13 września – Italo Svevo, włoski pisarz (ur. 1861)
- 21 listopada – Hermann Sudermann, niemiecki dramaturg i powieściopisarz naturalistyczny (ur. 1857)
- 2 grudnia – Stanisław Zdziarski, historyk literatury, slawista, folklorysta (ur. 1878)
- 16 grudnia – Elinor Wylie, amerykańska poetka i powieściopisarka (ur. 1885)
- Mordechaj Dawid Brandstaetter, żydowski pisarz tworzący w języku hebrajskim (ur. 1844)

## Nagrody
- Nagroda Nobla – Sigrid Undset